# Her Five-Foot Highness
Her Five-Foot Highness er en amerikansk stumfilm fra 1920 af Harry L. Franklin.

## Medvirkende
- Edith Roberts som Ellen
- Virginia Ware som Lady Harriet
- Ogden Crane som Lesley Saunders
- Harold Miller som Sir Gerald Knowlton
- Stanhope Wheatcroft som Lord Pomeroy
- Kathleen Kirkham som Lady Clara
- Rudolph Christians
- Hugh Saxon
- Leota Lorraine
- Tom London som Slim Higgins
- Henry Woodward som Williams